# 465 هـ
465 هـ هي سنة في التقويم الهجري امتدت مقابلةً في التقويم الميلادي بين سنتي 1072 و1073.

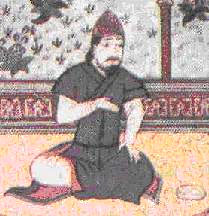
ألب أرسلان

## أحداث
- حكم ملكشاه السلجوقي

## مواليد
- ابن أبي الخصال
- الجواليقي

## وفيات
- أبو القاسم القشيري
- أبو القاسم الهذلي
- الهجويري
- باديس بن حبوس
- أبو القاسم عبد الكريم بن هوزان القشيري
- ألب أرسلان
- صردر